# Кристина Нестлингер
Кристина Нестлингер (Беч 13. октобар 1936 — Беч 28. јун 2018) била је аустријска књижевница, најпознатија по књигама за децу. Добила је једну од две прве Меморијалне награде Астрид Линдгрен од Шведског савета за уметност 2003. године, највећу награду за књижевност за децу, за њен допринос у  „књижевности за децу и младе у најширем смислу”. Добила је Награду Ханс Кристијан Андерсен, за „трајни допринос књижевности за децу“ 1984. године и била је једна од три особе до 2012. које су освојиле ове велике међународне награде.

## Биографија
Кристина Ностлингер је рођена 1936. године у Бечу, у Аустрији. По сопственом признању, била је дивље и љуто дете. По завршетку средње школе, желела је да постане уметница, па је студирала графику на Академији примењених уметности у Бечу. Радила је као графичар неколико година, пре него што се удала за новинара Ернста Ностлингера, са којим је добила две ћерке.
Највећи део њеног дела је књижевност за децу, али писала је и за телевизију, радио и новине. У свом раду се фокусирала на потребе деце, са антиауторитарним наклоностима. Позната је по контроверзним темама о раси, полу, сексуалности и националности. 
Њена прва књига  Die feuerrote Friederike, објављена је 1970. године. Књигу је сама илустровала.

## Награде и признања
Бијенална Награда Ханс Кристијан Андерсен коју додељује Међународни одбор за књиге за младе је највеће признање које је доступно писцу или илустратору књига за децу. Ностлингер је ову награду добила 1984. године.
- Награда Фридрих Бедекер (1972)
- Немачка награда за књижевност за младе  (1973)
- Аустријска државна награда за књижевност за децу (1974)
- Награда града Беча за књигу за децу и младе (петоструки добитник)
- Награда Милдред Л. Батчелдер (1979)
- Награда Ханс Кристијан Андерсен (1984)
- Награда за дечију књигу у Цириху(1990)
- Прва награда Фондације за уметност (1993)
- Инаугурална Марш награда за дечју књижевност у преводу (1996)
- Штајерска Лесеуле награда (1997)
- Почасна награда аустријске књижаре за толеранцију у мишљењу и деловању (1998)
- Награда за дивље жене (2002)
- Меморијална награда Астрид Линдгрен (2003)[6]
- Аустријски крст части за науку и уметност 1. класе (2003)[7]
- Књижевна награда Бечког бизниса (2010)
- Корине почасна награда баварског министра за животно дело (2011)
- Велико одликовање части за заслуге у Републици Аустрији (2011)[8]
- Награда Бруно Креиски за политичке књиге (2011)

## Изабрана дела
- Die feuerrote Friederike, 1970
- Муж за маму (Ein Mann für Mama, 1972)
- Wir pfeifen auf den Gurkenkönig, 1972
- Maikäfer, flieg!, 1973
- Ilse Janda, 14 oder Die Ilse ist weg, 1974
- Achtung! Vranek sieht ganz harmlos aus, 1974
- Konrad oder Das Kind aus der Konservenbüchse, 1975
- Die unteren 7 Achtel des Eisbergs, 1978
- Rosa Riedl Schutzgespenst, 1979
- Dschi-Dsche-i-Dschunior, 1980
- Кад се умеша мислилац (Der Denker greift ein, 1981)
- Gretchen Sackmeier: Eine Familiengeschichte, 1981
- Гост из Енглеске (Das Austauschkind, 1982)
- Gretchen hat Hänschen-Kummer, 1983
- Хуго, дете у најбољим годинама (Hugo, das Kind in den besten Jahren, 1983)
- Понедељком је све сасвим другачије (Am Montag ist alles ganz anders, 1984)
- Haushaltsschnecken leben länger, 1985
- Der geheime Großvater, 1986
- Man nennt mich Ameisenbär, 1986
- Die nie geschriebenen Briefe der Emma K., 75, 1988
- Der Zwerg im Kopf, 1989
- Einen Löffel für den Papa, 1989
- Der gefrorene Prinz, 1997